# Estación Vila Clarice

La Estación Vila Clarice es una estación del sistema de trenes metropolitanos perteneciente a la Línea 7-Rubí, ubicada en el municipio de São Paulo.

## Historia
La estación Vila Clarice fue inaugurada por la EFSJ el 1 de setiembre de 1955.
Desde 1994 es administrada por la CPTM.

## Tabla
| Sigla | Estación     | Inauguración           | Integración               | Plataformas | Posición   | Comentarios                     |
| ----- | ------------ | ---------------------- | ------------------------- | ----------- | ---------- | ------------------------------- |
| VCL   | Vila Clarice | 1 de setiembre de 1955 | Bilhete Único de SPTrans. | Laterales   | Superficie | Estación construida por la EFSJ |